# 銀の朏

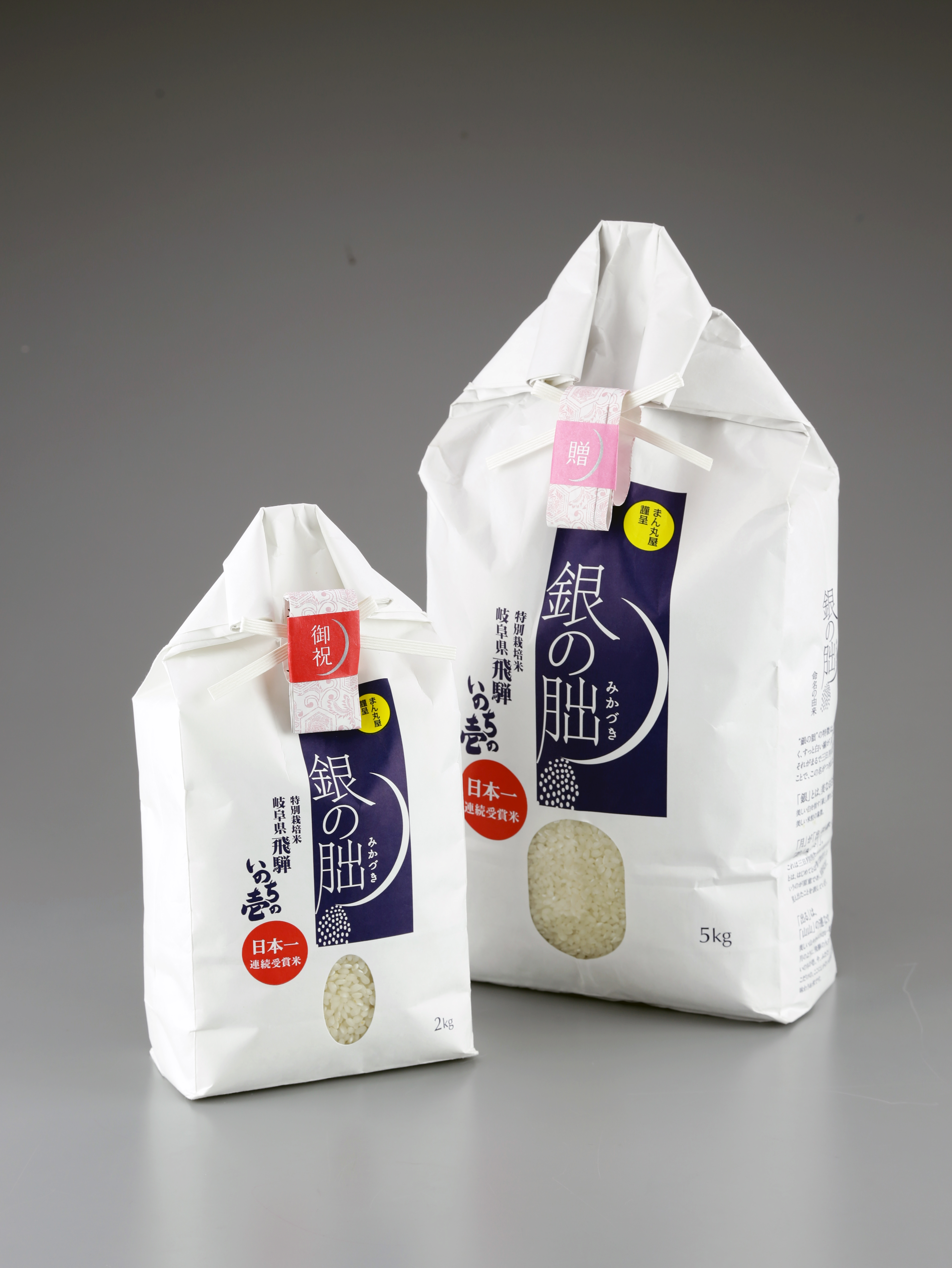
銀の朏パッケージ

「銀の朏」（ぎんのみかづき）は、「いのちの壱」を品種とする日本のブランド米である。

## 特徴
米粒はコシヒカリの約1.5倍の大きさがある。
水分含有量が多く、炊くともち米のようにモチモチとした弾力と粘りを持ち、冷めてもツヤとモチモチした食感は失われないため、おにぎりや弁当にも適していると謳っている。

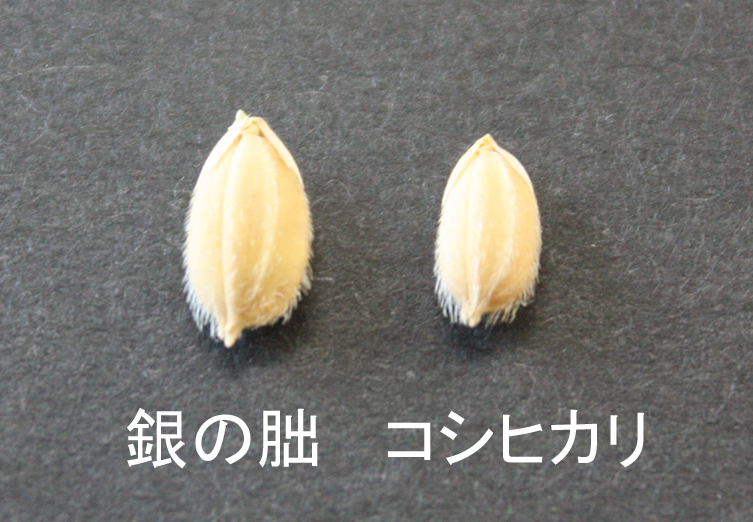
米粒のサイズ比較

## 誕生した経緯
2000年9月に岐阜県下呂市でコシヒカリの中から新品種「いのちの壱」が発見された。
「いのちの壱」は発見者が中心となって、「龍の瞳」というブランド名で発売。
「いのちの壱」の特性をより活かすため、一部農家が、新たに生産グループ「合同会社まん丸屋」を設立。
飛騨及びその周辺地域の中山間地域(標高600m前後)で、独自に定めた栽培基準に則って栽培したものを「銀の朏（ぎんのみかづき）」のブランド名で、2013年の新米から販売を始めた。

## 栽培基準
銀の朏は特別栽培認定米である。
- 中山間地域栽培......標高600m前後である岐阜県飛騨地域及び周辺のみを産地として限定
- 低農薬栽培......慣行農法の24成分（岐阜県）のところを、7成分で栽培
- 化学肥料不使用......化学肥料は一切使用せず、有機JAS登録肥料のみ使用(栽培期間中)

## 名前の由来
美しい白を指す「銀」と、「いのちの壱」の特徴である米粒にすっと入っている白い線を「三日月」に例えてこの名前がついた。
月偏に出ると書く「朏（みかづき）」は、三日月の別表記。

## 関連書籍
- 大坪研一・食味研究会（著）『日本一おいしい米の秘密 』ISBN 4-06-272400-6 出版社: 講談社・ 発売日:2006/09